# 이븐 에체베스
이븐 에체베스(영어: Eben Etzebeth, 1991년 10월 29일~)는 남아프리카 공화국의 럭비 유니언 선수로 포지션은 록이다. 현재 유나이티드 럭비 챔피언십의 샤크스 팀과 남아프리카 공화국 대표팀 소속으로 뛰고 있다. 2012년부터 남아프리카 공화국 대표팀 선수로 뛰면서 100경기 이상의 국제 경기에 출전했고 럭비 월드컵에서 2회 우승을 차지했다.